# Leichtathletik-Europameisterschaften 2006/Speerwurf der Männer

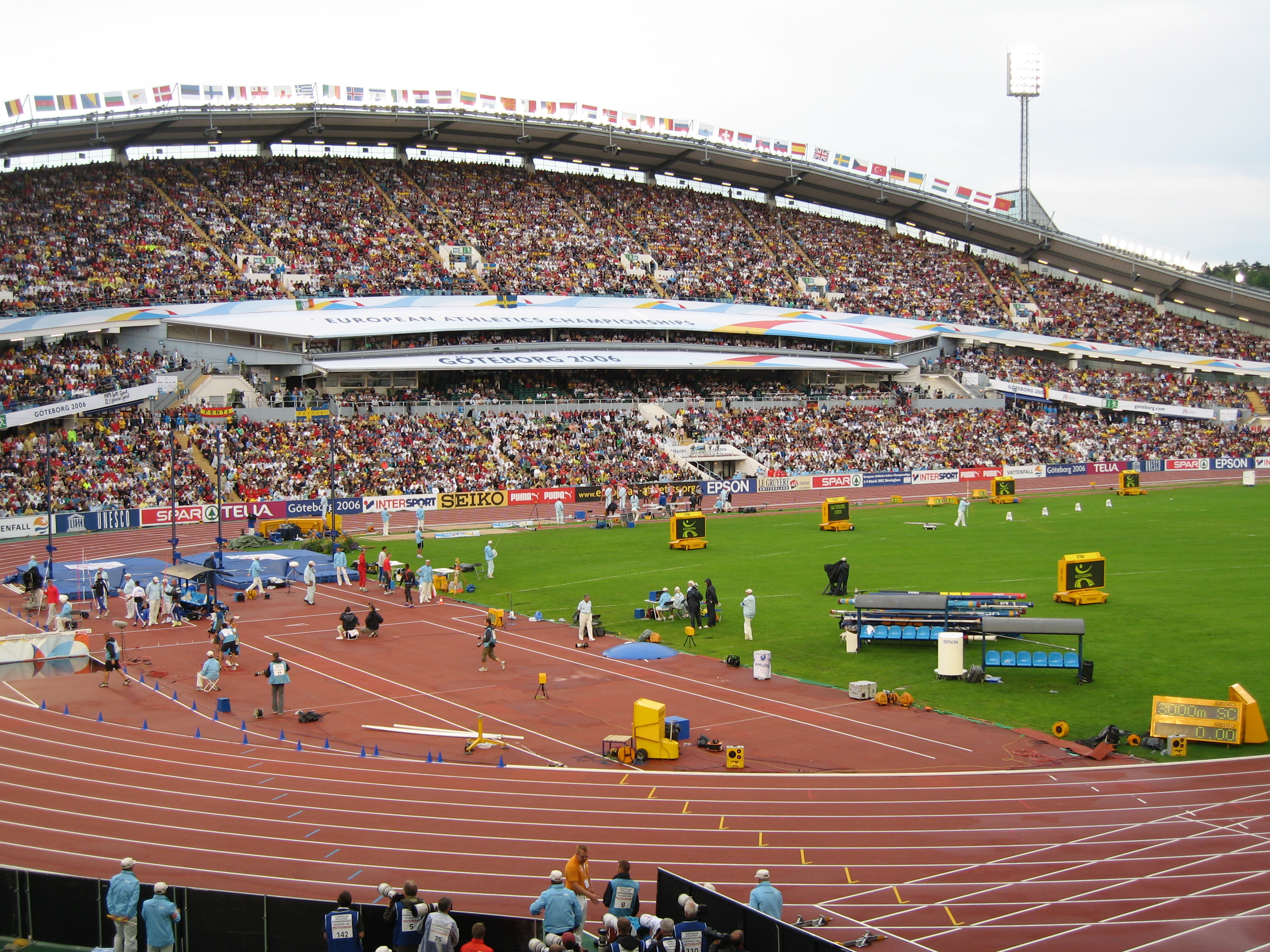
Das Ullevi-Stadion in Göteborg während der Europameisterschaften 2006

Der Speerwurf der Männer bei den Leichtathletik-Europameisterschaften 2006 wurde am 7. und 9. August 2006 im Ullevi-Stadion der schwedischen Stadt Göteborg ausgetragen.
Europameister wurde der norwegische Olympiasieger von 2004 und Vizeweltmeister von 2005 Andreas Thorkildsen.
Der Finne Tero Pitkämäki errang die Silbermedaille.
Zum zweiten Mal Bronze nach 1994 gewann der dreifache Olympiasieger (1992/1996/2000) und dreifache Weltmeister (1993/1995/2001) Jan Železný aus Tschechien, der auch Weltrekordinhaber war und bis heute – 29. Januar 2023 – ist.

## Rekorde

### Bestehende Rekorde
| Weltrekord           | 98,48 m | Jan Železný   | Jena, Deutschland   | 25. Mai 1996    |
| Europarekord         | 98,48 m | Jan Železný   | Jena, Deutschland   | 25. Mai 1996    |
| Meisterschaftsrekord | 89,72 m | Steve Backley | EM Budapest, Ungarn | 23. August 1994 |

Der bestehende EM-Rekord wurde bei diesen Europameisterschaften nicht erreicht. Die größte Weite erzielte der norwegische Europameister Andreas Thorkildsen im Finale mit 88,78 m, womit er 1,94 m unter dem Rekord blieb. Zum Welt- und Europarekord fehlten ihm 9,70 m.

### Rekordverbesserungen
Zweimal wurde der Schweizer Landesrekord verbessert:
- 80,43 m – Stefan Müller (Schweiz), Qualifikation, Gruppe B am 9. August, dritter Versuch
- 80,87 m – Stefan Müller (Schweiz), Finale am 7. August, erster Versuch

## Legende
Kurze Übersicht zur Bedeutung der Symbolik – so üblicherweise auch in sonstigen Veröffentlichungen verwendet:
| – | verzichtet |
| x | ungültig   |

## Qualifikation
7. August 2006, 18:30 Uhr
24 Wettbewerber traten in zwei Gruppen zur Qualifikationsrunde an. Sechs von ihnen (hellblau unterlegt) übertrafen die Qualifikationsweite für den direkten Finaleinzug von 81,00 m. Damit war die Mindestzahl von zwölf Finalteilnehmern nicht erreicht. Das Finalfeld wurde mit den sechs nächstplatzierten Sportlern (hellgrün unterlegt) auf zwölf Werfer aufgefüllt. So reichten für die Finalteilnahme schließlich 79,24 m.

### Gruppe A

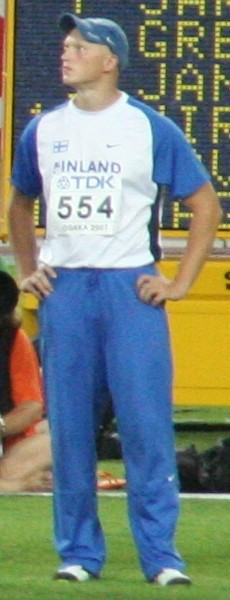
Teemu Wirkkala fehlten mit seinen 79,05 m nur neunzehn Zentimeter an der Finalteilnahme

| Platz | Name                | Nation         | Bestweite (m) | 1. Versuch (m) | 2. Versuch (m) | 3. Versuch (m) |
| 1     | Andreas Thorkildsen | Norwegen       | 86,55         | 74,25          | 86,55          | –              |
| 2     | Alexander Iwanow    | Russland       | 81,57         | 72,88          | 81,57          | –              |
| 3     | Jan Železný         | Tschechien     | 80,60         | 80,60          | x              | x              |
| 4     | Nick Nieland        | Großbritannien | 80,40         | 80,40          | x              | x              |
| 5     | Ēriks Rags          | Lettland       | 79,24         | 76,70          | 78,54          | 79,24          |
| 6     | Teemu Wirkkala      | Finnland       | 79,05         | 79,05          | x              | 77,85          |
| 7     | Christian Nicolay   | Deutschland    | 77,94         | 77,94          | 75,29          | 72,60          |
| 8     | Daniel Ragnvaldsson | Schweden       | 76,71         | 76,71          | 73,13          | x              |
| 9     | Yeóryios Íltsios    | Griechenland   | 75,88         | 75,88          | 74,00          | x              |
| 10    | Felix Loretz        | Schweiz        | 70,83         | 67,50          | 65,13          | 70,83          |
| 11    | Francesco Pignata   | Italien        | 70,37         | 69,84          | x              | 70,37          |
| 12    | Vadim Bavikin       | Israel         | 66,93         | 66,67          | 66,93          | x              |

### Gruppe B

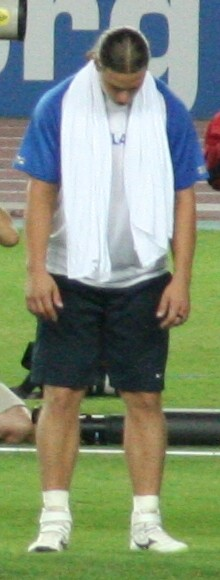
Mit 75,21 m schied Tero Järvenpää in der Qualifikation aus
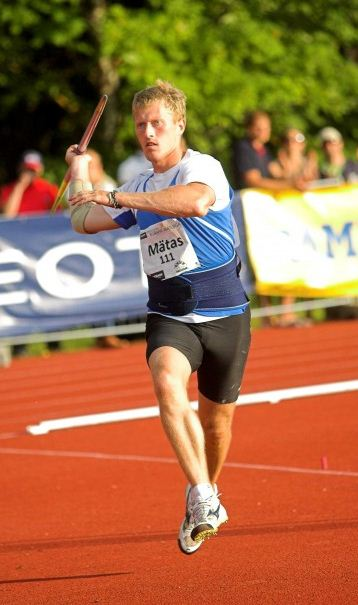
Risto Mätas erreichte mit 74,58 m nicht das Finale

| Platz | Name               | Nation      | Bestweite (m) | 1. Versuch (m) | 2. Versuch (m) | 3. Versuch (m) |
| 1     | Ainārs Kovals      | Lettland    | 85,95000      | 79,03          | 76,36          | 85,95          |
| 2     | Vadims Vasiļevskis | Lettland    | 84,68000      | 84,68          | –              | –              |
| 3     | Tero Pitkämäki     | Finnland    | 83,78000      | 83,78          | –              | –              |
| 4     | Peter Esenwein     | Deutschland | 82,71000      | 82,71          | –              | –              |
| 5     | Stefan Wenk        | Deutschland | 80,90000      | 80,90          | x              | 77,54          |
| 6     | Magnus Arvidsson   | Schweden    | 80,45000      | 80,45          | 75,59          | –              |
| 7     | Stefan Müller      | Schweiz     | 80,43 NR      | 78,64          | 75,45          | 80,43          |
| 8     | Tero Järvenpää     | Finnland    | 75,21000      | 75,21          | x              | 72,38          |
| 9     | Tomas Intas        | Litauen     | 74,76 000     | 74,76          | 73,19          | 72,10          |
| 10    | Risto Mätas        | Estland     | 74,58000      | 74,58          | x              | 73,87          |
| 11    | Marián Bokor       | Slowakei    | 72,54000      | 71,80          | x              | 72,54          |
| 12    | Ronny Nilsen       | Norwegen    | 71,37000      | 71,37          | 70,58          | 67,10          |

## Finale
9. August 2006, 19:10 Uhr
| Platz | Name                | Nation         | Resultat (m) | 1. Versuch (m) | 2. Versuch (m) | 3. Versuch (m) | 4. Versuch (m)                         | 5. Versuch (m)                         | 6. Versuch (m)                         |
| 1     | Andreas Thorkildsen | Norwegen       | 88,78000     | 82,84          | 87,37          | 85,30          | 87,35                                  | 86,39                                  | 88,78                                  |
| 2     | Tero Pitkämäki      | Finnland       | 86,44000     | 86,44          | 81,44          | 82,87          | 82,68                                  | x                                      | 84,71                                  |
| 3     | Jan Železný         | Tschechien     | 85,92000     | 85,92          | x              | x              | x                                      | x                                      | x                                      |
| 4     | Vadims Vasiļevskis  | Lettland       | 83,21000     | 76,21          | 83,21          | x              | x                                      | x                                      | 81,13                                  |
| 5     | Ainārs Kovals       | Lettland       | 81,65000     | 81,65          | 79,19          | 78,23          | 79,56                                  | 77,31                                  | 79,75                                  |
| 6     | Peter Esenwein      | Deutschland    | 81,11000     | 81,11          | 76,46          | x              | 73,73                                  | 76,45                                  | 80,45                                  |
| 7     | Stefan Müller       | Schweiz        | 80,87 NR     | 80,87          | 78,38          | 78,16          | 75,72                                  | 76,08                                  | 75,52                                  |
| 8     | Alexander Iwanow    | Russland       | 80,09000     | 78,68          | 80,09          | 77,99          | x                                      | 76,61                                  | 73,99                                  |
| 9     | Ēriks Rags          | Lettland       | 79,51000     | 79,51          | x              | x              | nicht im Finale der besten acht Werfer | nicht im Finale der besten acht Werfer | nicht im Finale der besten acht Werfer |
| 10    | Magnus Arvidsson    | Schweden       | 78,53000     | 78,53          | 73,94          | x              | nicht im Finale der besten acht Werfer | nicht im Finale der besten acht Werfer | nicht im Finale der besten acht Werfer |
| 11    | Nick Nieland        | Großbritannien | 76,92000     | 75,66          | x              | 76,92          | nicht im Finale der besten acht Werfer | nicht im Finale der besten acht Werfer | nicht im Finale der besten acht Werfer |
| 12    | Stefan Wenk         | Deutschland    | 75,71000     | x              | 75,71          | 75,00          | nicht im Finale der besten acht Werfer | nicht im Finale der besten acht Werfer | nicht im Finale der besten acht Werfer |

Nach dem Rücktritt des vierfachen Europameisters Steve Backley konnte erstmals seit 1971 mit Andreas Thorkildsen wieder ein aktueller Olympiasieger den Titel im Speerwurf gewinnen. Jan Železný belegte zwanzig Jahre nach seiner ersten Europameisterschaftsteilnahme noch einmal Platz drei. Der Schweizer Stefan Müller stellte im Finale abermals einen Landesrekord auf, nachdem er den alten Rekord bereits in der Qualifikation überboten hatte.

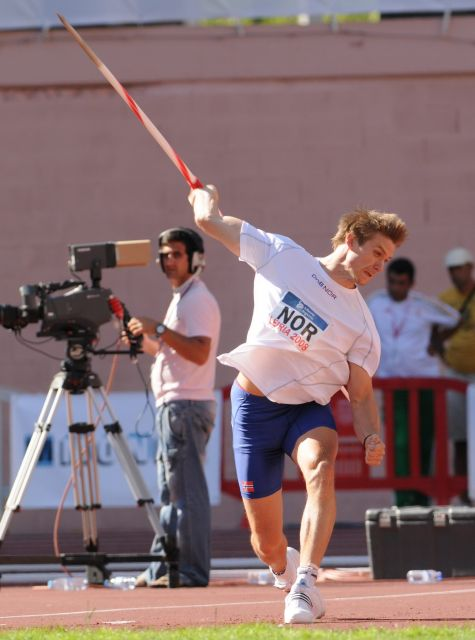
Andreas Thorkildsen – nach Olympiasieg (2004) und Vizeweltmeisterschaft (2005) nun der EM-Titel
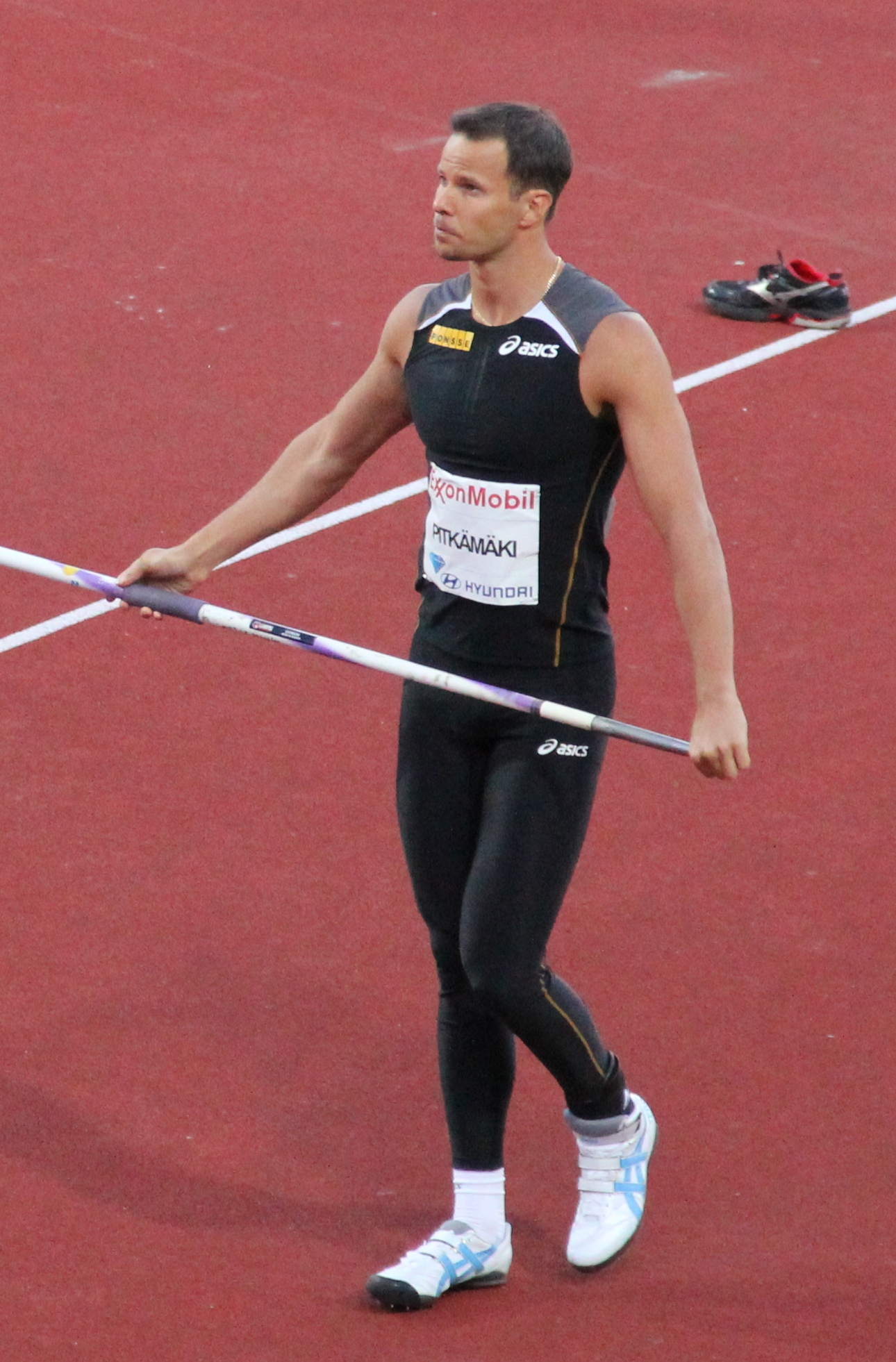
Silbermedaillengewinner Tero Pitkämäki – 2007 wurde er Weltmeister, 2008 Olympiadritter, 2010 gab es EM-Bronze und 2015 WM-Bronze
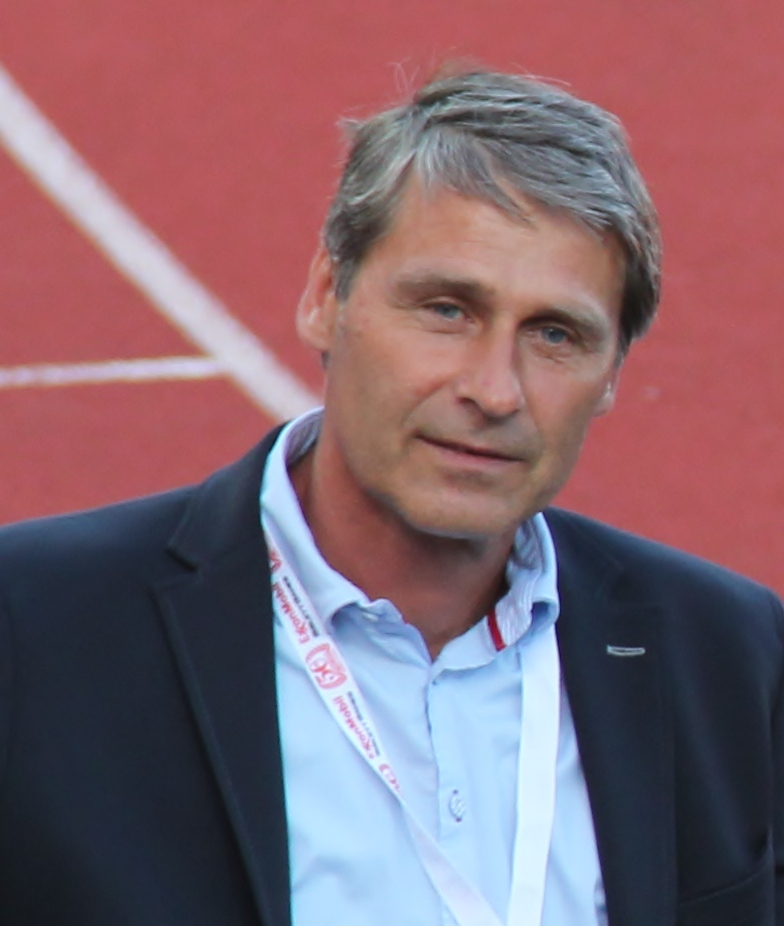
Für den Altmeister und Weltrekordinhaber Jan Železný gab es nach seinen zahlreichen Siegen und Medaillen der letzten Jahre Bronze

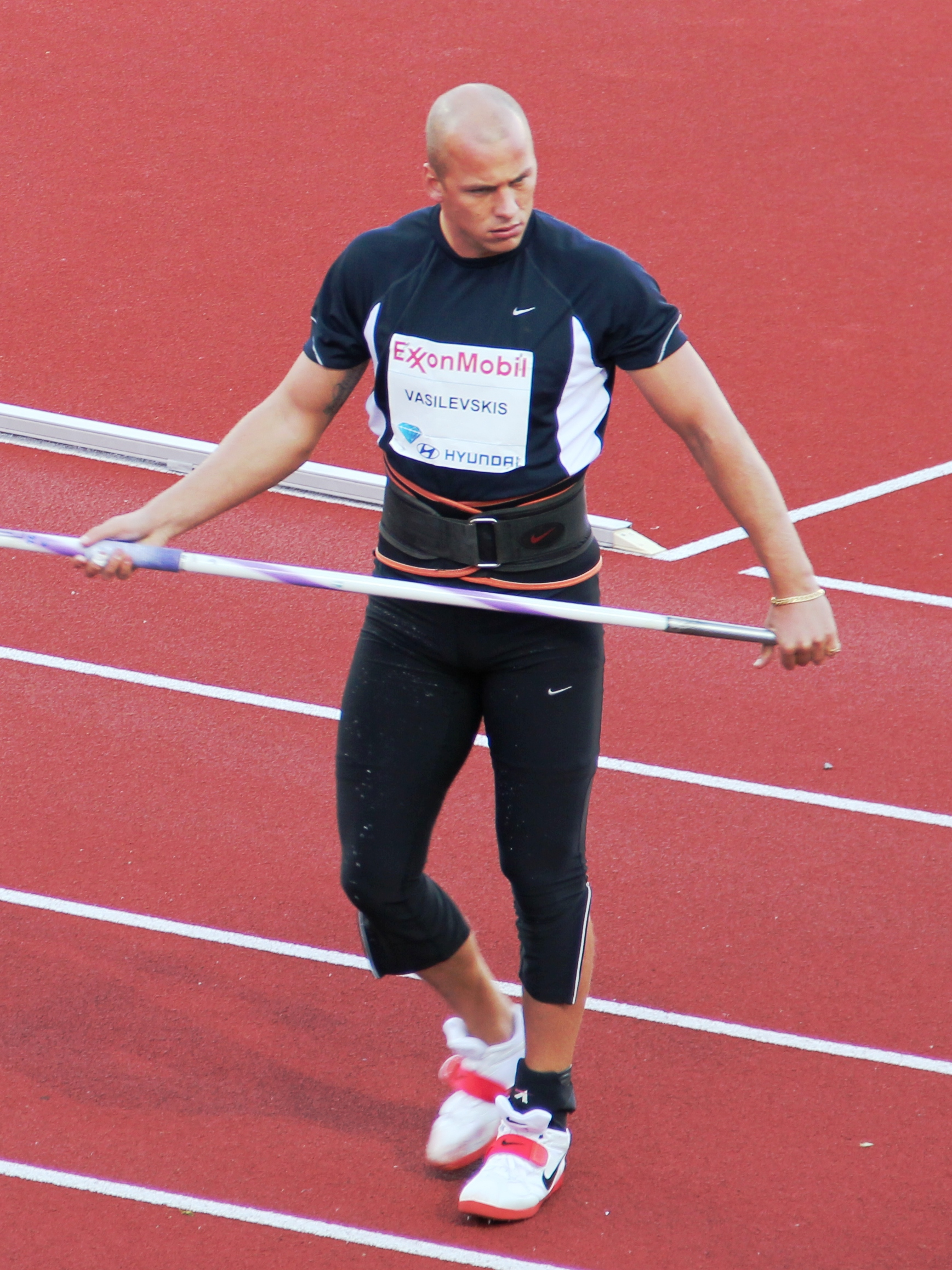
Vadims Vasiļevskis belegte Rang vier
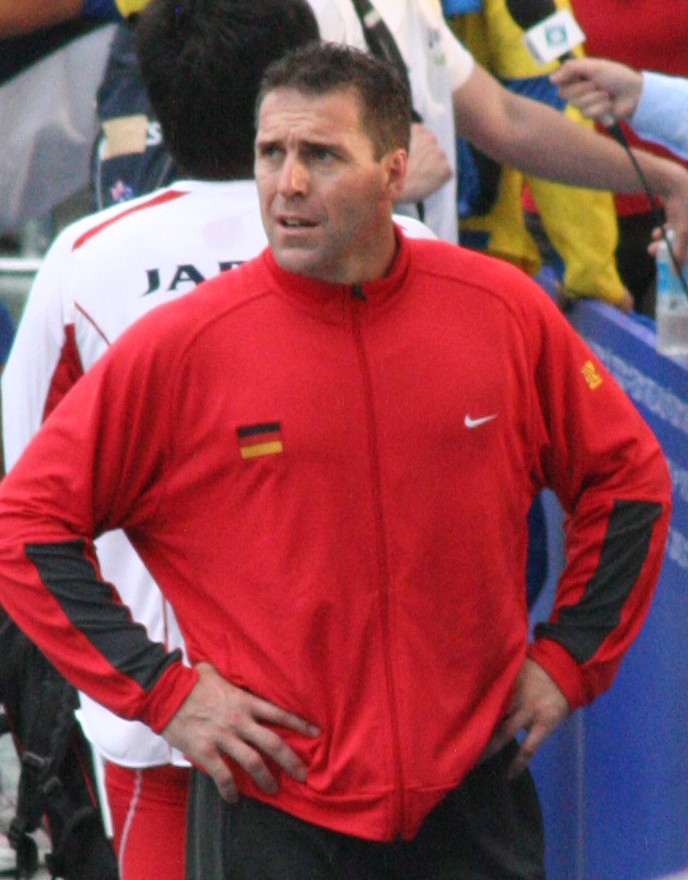
Peter Esenwein wurde Sechster
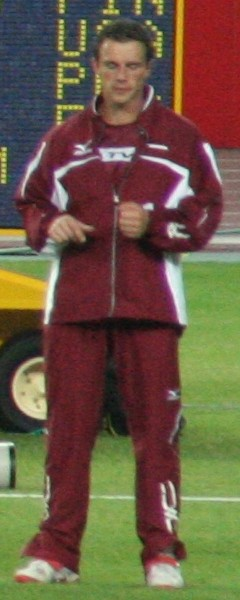
Der neuntplatzierte Ēriks Rags

## Videolinks
- Men's Javelin Throw - European Championships 2006 - part 1, youtube.com, abgerufen am 29. Januar 2023
- Men's Javelin Throw - European Championships 2006 - part 2, youtube.com, abgerufen am 29. Januar 2023
- Jan Zelezny Göteborg 2006 40 Years old, youtube.com, abgerufen am 29. Januar 2023
- Javelin Throw in Goteborg 2006, youtube.com, abgerufen am 29. Januar 2023